# Stictoleptura pyrrha
Stictoleptura pyrrha is een keversoort uit de familie van de boktorren (Cerambycidae). De wetenschappelijke naam van de soort werd voor het eerst geldig gepubliceerd in 1884 door Henry Walter Bates.